# Aéroport de Yichang-Sanxia
L'aéroport de Yichang-Sanxia est un aéroport situé dans la province du Hubei, en Chine.

## Transport
Le métro de Yichang qui est en planification devrait desservir cet aéroport.